# Línea 67 (EMT Madrid)
La línea 67 de la EMT de Madrid une la Plaza de Castilla con el barrio de Peñagrande.

## Características
Es una línea que conecta el barrio de Peñagrande con el Barrio del Pilar y, en último término, el intercambiador multimodal de Plaza de Castilla. Además, conecta Peñagrande con los hospitales Ramón y Cajal y el Hospital La Paz, que si bien este último no es el que corresponde al barrio, se encuentra en el mismo distrito.

### Frecuencias
| Sentido Peñagrande         |               |
| Lunes a viernes laborables |               |
| A las 6:00, 6:30, 6:45     |               |
| De 7:00 a 8:00             | 9-15 minutos  |
| De 8:00 a 20:00            | 9-12 minutos  |
| De 20:00 a 23:00           | 10-17 minutos |
| Sentido Plaza de Castilla  |               |
| Lunes a viernes laborables |               |
| De 6:00 a 7:00             | 10-14 minutos |
| De 7:00 a 20:00            | 9-11 minutos  |
| De 20:00 a 23:00           | 10-17 minutos |
| Ambos sentidos             |               |
| Sábados laborables         |               |
| De 6:00 a 8:00             | 19-28 minutos |
| De 8:00 a 23:00            | 16-20 minutos |
| Domingos y festivos        |               |
| De 7:00 a 10:00            | 17-30 minutos |
| De 10:00 a 15:00           | 17-22 minutos |
| De 15:00 a 23:00           | 21-23 minutos |

## Recorrido y paradas

### Sentido Barrio de Peñagrande
La línea inicia su recorrido en la dársena 51 de la terminal de superficie del intercambiador de Plaza de Castilla. Desde aquí sale al Paseo de la Castellana en dirección norte, circulando por el mismo hasta la intersección con la Avenida de Monforte de Lemos, a la que se incorpora girando a la izquierda.
Tras recorrer la primera manzana de esta avenida, gira a la derecha para entrar en la Ciudad Sanitaria La Paz por la calle Pedro Rico, abandonándola a los pocos metros girando a la izquierda para tomar la calle Arzobispo Morcillo, que deja en la segunda intersección para circular por la calle Julio Palacios hasta desembocar de nuevo en la calle Pedro Rico, que recorre hasta la intersección con la calle Arzobispo Morcillo, donde gira a la derecha para cruzar la Avenida de la Ilustración y subir por la calle Narcís Monturiol hasta el final de la misma.
Al final de la calle Narcís Monturiol, la línea gira a la derecha para circular por la calle Sangenjo hasta la siguiente intersección, donde toma la calle Fermín Caballero. Por esta calle atraviesa la Ciudad de los Periodistas, en el norte del Barrio del Pilar, girando al final de la misma a la derecha por la calle Isla de Tabarca. Al final de esta calle cruza la Avenida del Cardenal Herrera Oria y se incorpora a la calle Ramón Gómez de la Serna, ya en el barrio de Peñagrande.
Dentro del barrio de Peñagrande circula por las calles Ramón Gómez de la Serna, Rosalía de Castro, Alfonso Rodríguez Castelao y Leopoldo Alas Clarín, teniendo la cabecera en la intersección de las calles Doctor Reinosa y Leopoldo Alas Clarín.
| Código | Parada                                       | Común con                                        | Conexiones con Metro      | Otros |
| ------ | -------------------------------------------- | ------------------------------------------------ | ------------------------- | ----- |
| 5605   | PLAZA CASTILLA (intercambiador - dársena 51) |                                                  | Plaza de Castilla         |       |
| 1487   | Castellana-José Vasconcelos                  | 66 124 134 135 147 173 174 175 176 178 179 SE704 |                           |       |
| 3826   | Castellana-Ravel                             | 124 134 135 147 179                              |                           |       |
| 1489   | Cuatro Torres                                | 124 134 135 179 815                              |                           |       |
| 1602   | Hospital La Paz                              | 124 132 135 137 179                              |                           |       |
| 1604   | Arzobispo Morcillo-Facultad Medicina         | 132                                              |                           |       |
| 1606   | Julio Palacios                               |                                                  |                           |       |
| 1608   | Pedro Rico-Julio Palacios                    |                                                  |                           |       |
| 1610   | Pedro Rico-Arzobispo Morcillo                |                                                  |                           |       |
| 1374   | Narcís Monturiol                             | 83                                               |                           |       |
| 1376   | Barrio del Pilar                             | 83                                               |                           |       |
| 1377   | Fermín Caballero-Sangenjo                    | 83                                               |                           |       |
| 1612   | Fermín Caballero-Patones                     | 124 133                                          |                           |       |
| 4741   | Metro Herrera Oria                           | 124 133                                          | Herrera Oria              |       |
| 1615   | Colegio Valdeluz                             | 124 127 133                                      |                           |       |
| 1617   | Plaza de Cieza                               | 124 127 133                                      |                           |       |
| 1360   | Fermín Caballero-Betanzos                    | 83 124 127 133                                   |                           |       |
| 1619   | Fermín Caballero-Isla de Arosa               | 127                                              |                           |       |
| 1621   | Fermín Caballero-Islas Cíes                  | 127                                              | Avenida de la Ilustración |       |
| 1623   | Fermín Caballero-Isla de Tabarca             | 127                                              |                           |       |
| 1550   | Herrera Oria-Gómez de la Serna               | 49                                               |                           |       |
| 1625   | Gómez de la Serna-Colonia El Pino            |                                                  |                           |       |
| 1627   | Gómez de la Serna-Alejandro Casona           |                                                  |                           |       |
| 1629   | Rosalía de Castro-Gómez de la Serna          | 82                                               |                           |       |
| 1631   | Rosalía de Castro-Gabriela Mistral           |                                                  |                           |       |
| 1633   | Rodríguez Castelao-Rosalía de Castro         | 82                                               |                           |       |
| 5267   | BARRIO PEÑAGRANDE (C/ Doctor Reinosa, 21)    |                                                  |                           |       |

### Sentido Plaza de Castilla
El recorrido de vuelta es igual al de ida pero en sentido contrario hasta llegar a la intersección de la calle Fermín Caballero con Ginzo de Limia. En este punto, sube por Ginzo de Limia unos metros y gira a la derecha por la calle Valencia de Don Juan, que recorre entera girando al final de la misma a la derecha por la calle Alfredo Marqueríe, que recorre hasta el final así como su continuación, la calle Santiago de Compostela, por la que circula hasta la intersección con la calle Narcís Monturiol.
De nuevo el recorrido de vuelta es igual al de ida pero en sentido contrario hasta llegar a la intersección de las calle Arzobispo Morcillo con Pedro Rico, donde sigue de frente hasta salir al Paseo de la Castellana girando a la derecha, vía por la que se dirige a su cabecera.
| Código | Parada                                       | Común con                           | Conexiones con Metro      | Otros |
| ------ | -------------------------------------------- | ----------------------------------- | ------------------------- | ----- |
| 5267   | BARRIO PEÑAGRANDE (C/ Doctor Reinosa, 21)    |                                     |                           |       |
| 1634   | Rodríguez Castelao-Rosalía de Castro         | 82                                  |                           |       |
| 1632   | Rosalía de Castro-Gabriela Mistral           |                                     |                           |       |
| 1630   | Rosalía de Castro-Gómez de la Serna          | 82                                  |                           |       |
| 1628   | Gómez de la Serna-Alejandro Casona           |                                     |                           |       |
| 1626   | Gómez de la Serna-Colonia El Pino            |                                     |                           |       |
| 1551   | Herrera Oria-Gómez de la Serna               | 49                                  |                           |       |
| 1624   | Fermín Caballero-Isla de Tabarca             | 127                                 |                           |       |
| 1622   | Fermín Caballero-Islas Cíes                  | 127                                 | Avenida de la Ilustración |       |
| 1620   | Fermín Caballero-Isla de Arosa               | 127                                 |                           |       |
| 1359   | Fermín Caballero-Betanzos                    | 83 127 133                          |                           |       |
| 1618   | Plaza de Cieza                               | 127 133                             |                           |       |
| 1616   | Colegio Valdeluz                             | 127 133                             |                           |       |
| 1614   | Metro Herrera Oria                           | 127 133                             | Herrera Oria              |       |
| 1636   | Valencia de Don Juan-Ginzo de Limia          | 133                                 |                           |       |
| 5382   | Valencia de Don Juan-Patones                 | 133                                 |                           |       |
| 1637   | Valencia de Don Juan-Alfredo Marquerie       | 133                                 |                           |       |
| 1638   | Alfredo Marquerie-Sangenjo                   |                                     |                           |       |
| 1639   | Narcís Monturiol                             | 83                                  |                           |       |
| 1611   | Pedro Rico-Arzobispo Morcillo                |                                     |                           |       |
| 1609   | Pedro Rico-Julio Palacios                    |                                     |                           |       |
| 1607   | Julio Palacios                               |                                     |                           |       |
| 1605   | Arzobispo Morcillo-Facultad Medicina         | 132                                 |                           |       |
| 5363   | Hospital La Paz-Maternidad                   | 124 134 135 179                     |                           |       |
| 1640   | Hospital La Paz                              | 124 134 135 179                     | Begoña                    |       |
| 3932   | Castellana-Cuatro Torres                     | 124 134 135 179                     |                           |       |
| 3933   | Cuatro Torres                                | 124 134 135 173 175 176 178 179     |                           |       |
| 1526   | Castellana-Luis Esteban                      | 124 134 135 147 173 175 176 178 179 |                           |       |
| 1527   | Castellana-Matilde Landa                     | 124 134 135 147 173 175 176 178 179 |                           |       |
| 5605   | PLAZA CASTILLA (intercambiador - dársena 51) |                                     | Plaza de Castilla         |       |